# Mstislav Dobujinski
Mstislav Valerianovitch Dobujinski (em russo: Мстислав Валерианович Добужинский; em lituano: Mstislavas Dobužinskis; Novgorod, 2 de agosto de 1875 - Nova Iorque, 20 de novembro de 1957) foi um pintor russo-lituano destacado pelas suas paisagens urbanas em que se significavam o crescimento explosivo e a decadência das cidades no início do s. XX.

## Biografia

### Primeiros anos
De extração nobre lituana, Dobujinski nasceu em 2 de agosto de 1875 em Novgorod na família de um oficial do exército. Entre 1885 e 1887, assistiu a aulas na escola de desenho da Sociedade de Promoção de Artistas e, entre 1895 e 1899 formou-se em Direito na Universidade Estatal de Petrogrado ao tempo que seguia estudos privados. Após se graduar em 1899, formou-se como pintor até 1901 com Anton Ažbe em Munique e com Simon Hollósy em Nagybánya (Áustria-Hungria). Nessa época esteve influenciado pelo movimento artístico modernista centro-européu Jugendstil, e ao seu regresso à Rússia, aderiu ao grupo Mir Iskusstva, que idealizava o s. XVIII como a idade da elegância.

### Época do Mir Iskusstva
Dobujinski destacou entre outros miriskusniki pela sua tendência ao expressionismo e o seu interesse nas paisagens urbanas e industriais. Amiúde pintou cenas tristes e trágicas da vida urbana que expressavam o pesadelo da soedade na sociedade moderna, adicionando formas similares a demos para transmitir as montrosidades da urbanização. Ademais, durante a Primeira Guerra Mundial, Dobujinski e outros artistas, como Evgeni Lansere, realizaram esboços na frente na mesma linha expressionista.
Por outra parte, como outros membros de Mir Iskusstva, Dobujinski experimentou com a cenografia, trabalhando primeiro com Konstantin Stanislavski no Teatro de Arte de Moscovo, e mais tarde nas produções dos Ballets Russes de Sergei Diagilev. Ademais, foi considerado um excelente professor de arte, entre cujos alunos destacou Vladimir Nabokov.

### Revolução e saída da Rússia
Dobujinski participou no II Congresso do Partido Operário Social-Democrata Russo (POSDR), cuja fação bolchevique iria fazer a Revolução Russa em outubro de 1917. Em 1918, foi encarregado da supervisão do talher teatral do Talher Estatal de Artes Educativas (a origem da Escola Stieglitz de Desenho Técnico). Entre 1923-24, viajou por Europa para estudar as novidades da arte.
Em 1924, seguindo o conselho de Jurgis Baltrušaitis, abandonou a Rússia e transladou-se à Lituânia, onde se naturalizou, morando em Kaunas até 1925. Nesse tempo, trabalhou como escenógrafo no Teatro Estatal, realizando desenhos para 38 obras. Depois desse ano, emigrou à Inglaterra e, finalmente, aos Estados Unidos em 1939. As suas últimas obras foram ilustrações dramáticas, amiúde para livros como o Noites brancas (1923) de Fiodor Dostoeviski ou o Três homens gordos (1925) de Iuri Olesha. Porém, a principal ocupação continuou a ser o desenho de escenografias, trabalhando para produções que se estrearam em Paris, Bruxelas, Amesterdão e Düsseldorf. Dobujinski morreu em Nova Iorque em 20 de novembro de 1957. A sua obra está hoje nas coleções da Galeria Tretiakov, do Museu do Teatro Bakhrushin; do Museu Russo e da Galeria de Pintura da Arménia.